# 热依扎·巴合道列提
热依扎・巴合道列提（Риза Бақдәулет (Бақдәулетқызы) 1985年4月—），新疆吉木乃人，哈萨克族，中国共产党党员。中华人民共和国政治人物、第十三届全国人民代表大会新疆地区代表。

## 生平
2018年2月24日，当选为第十三届全国人大代表。